# رافال جرزيلاك (لاعب كرة قدم)
رافال جرزيلاك (بالبولندية: Rafał Grzelak)‏ هو لاعب كرة قدم بولندي في مركزي الدفاع والوسط، ولد في 7 أغسطس 1988 في ملافا في بولندا. لعب مع بييلسكو بياوا وكورونا كييلتسى.

## وصلات خارجية
- رافال جرزيلاك (لاعب كرة قدم) على موقع قاعدة بيانات كرة القدم.إي يو (الإنجليزية)
- رافال جرزيلاك (لاعب كرة قدم) على موقع Soccerway.com (الإنجليزية)